# Горбунов, Иван Владимирович
Иван Владимирович Горбунов (1 января 1923, село Пискалы, Ставропольский уезд, Самарская губерния — 18 августа 2001, Москва) — советский военачальник. Командующий 37-й воздушной Армией Верховного Главного командования стратегического назначения (1980—1985), генерал-полковник авиации (1983). Заслуженный военный лётчик СССР (1971). Участник Великой Отечественной войны.

## Биография
Родился 1 января 1923 года. Член КПСС.
На военной службе с 1941 года. С 1941 по 1986 год — в авиационных частях Советской Армии. Участник Великой Отечественной войны, на фронте с июля 1942 года. 
По окончании Великой Отечественной войны занимал ряд командных должностей в ВВС СССР — командир 226-го гвардейского авиационного полка, командир 15-й бомбардировочной авиадивизии, командир 2-го авиационного корпуса. Генерал—майор авиации (23.02.1967), генерал-лейтенант авиации (6.05.1972).
С 1980 по 1985 год — командующий 37-й воздушной Армией Верховного Главного командования стратегического назначения. 
Воинское звание генерал-полковник авиации присвоено 3 ноября 1983 года.
Скончался 18 августа 2001 года. Похоронен на кладбище села Леониха Щёлковского района Московской области.
Награждён: орденом Октябрьской Революции (1975), двумя орденами Красного Знамени (18.07.1945;1967), орденом Отечественной войны 1 степени (11.03.1985), двумя орденами Красной Звезды (23.02.1944; 1954), орденом «За службу Родине в Вооружённых Силах СССР» 3 степени (1981), медалями СССР, медалями Российской Федерации и медалями иностранных государств. Заслуженный военный лётчик СССР (17.08.1971), Военный лётчик 1-го класса.